# Everett High School

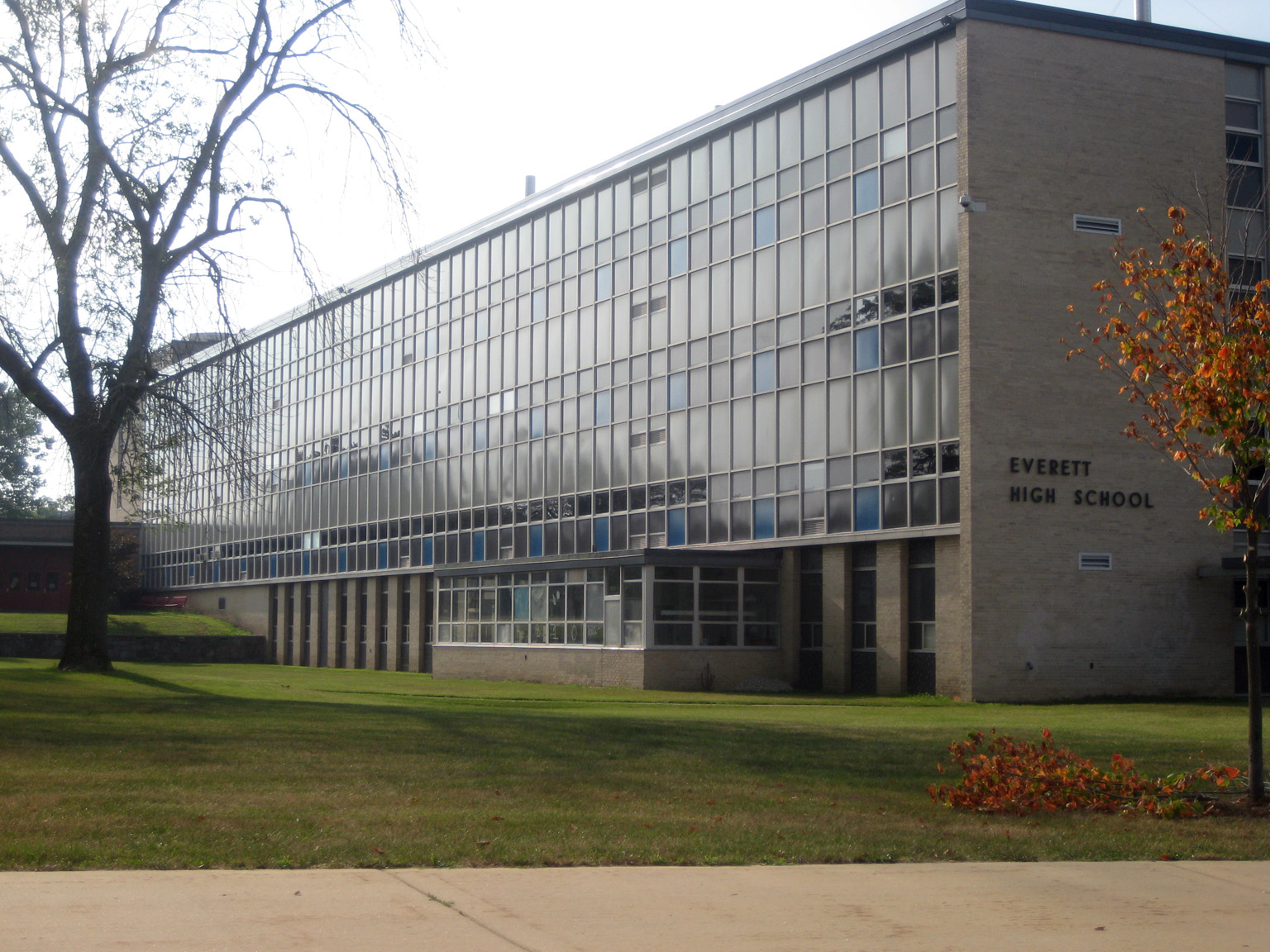

A Everett High School é uma instituição de ensino pública localizada no lado sul de Lansing, Michigan, nos Estados Unidos. É atualmente a escola de música e artes cênicas referência para o Distrito Escolar de Lansing.
A escola teve origem da Everett Elementary School que foi inaugurada em 1923. O ensino médio passou a ser oferecido em 1934, com a formatura de primeira classe em 1937. Em 1949, a área onde estava localizado a Everett foi anexada pela cidade de Lansing, e, em 1950, a escola foi incorporada ao Distrito Escolar de Lansing. O atual edifício da instituição foi inaugurado no outono de 1959. Com este novo prédio, o colégio tornou-se exclusivamente uma escola secundária.
O jogador de basquete Magic Johnson estudou nessa instituição.